# Biblioteca Marciana

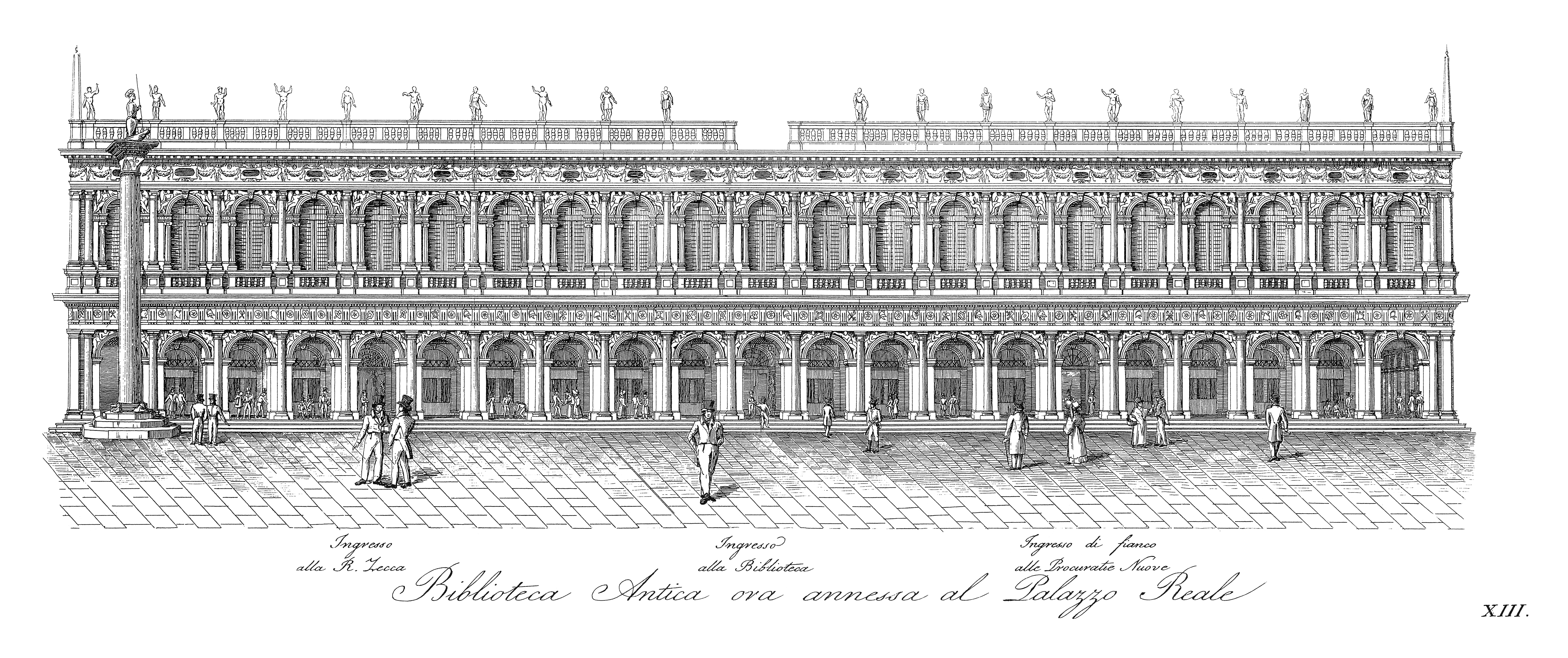
Północna fasada biblioteki (1831)

Biblioteca Nazionale Marciana, także Biblioteca di San Marco – jedna z największych bibliotek we Włoszech i jednocześnie najważniejsza biblioteka Wenecji. Posiada w swoich zbiorach jeden z najważniejszych w świecie zbiorów rękopisów greckich, łacińskich i orientalnych.
Siedziba biblioteki znajduje się przy placu św. Marka, pomiędzy Dzwonnicą św. Marka (wł. Campanile di San Marco) i gmachem mennicy (wł. La Zecca).
Biblioteka nosiła w swojej historii także inne nazwy: Biblioteca Marciana, Biblioteca di San Marco, Libreria Marciana, Libreria Sansoviniana, Libreria Vecchia i Libreria di San Marco. 

## Historia
Po raz pierwszy plany stworzenia publicznej biblioteki w Wenecji pojawiły się w 1362 r., jednakże inicjator przedsięwzięcia – Francesco Petrarca nie zdołał zrealizować swojego projektu. W chwili śmierci przekazał swoją prywatną bibliotekę rodowi Da Carrara, Panom Padwy.
Zalążkiem przyszłej biblioteki publicznej w Wenecji stał się zbiór ksiąg ofiarowanych przez kardynała Giovanniego Bessariona, który w dniu 31 maja 1468 r. dokonał uroczystej donacji na rzecz Republiki Weneckiej "ad communem hominum utilitatem" (łac. "na powszechny ludzi użytek"); zbiór Bessariona był jedną z większych kolekcji swoich czasów i składał się z 746 kodeksów, spośród których 482 kodeksy spisane były po grecku i 246 po łacinie, do których po śmierci donatora dołączyło kolejne 250 manuskryptów.
Biblioteka zwiększała swój zasób dzięki licznym donacjom i zapisom testamentowym, jak również dzięki włączaniu całych kolekcji innych bibliotek Wenecji i Najjaśniejszej Republiki. Wiele z ofiarowanych kodeksów pochodziło z Bizancjum, zdobytego w 1453 r. przez siły osmańskie. Także dzięki temu Wenecja stała się czołowym ośrodkiem studiów nad klasykami greckimi, przyciągając licznych humanistów, spośród których wielu było skupionych wokół wydawcy Alda Manunzia w Akademii Aldyńskiej.
W 1603 r. weszła w życie ustawa nakazująca każdemu wydawcy książek w granicach Republiki Weneckiej złożenie w Bibliotece św. Marka egzemplarza obowiązkowego każdej książki tłoczonej w posiadłościach weneckich; w ten sposób Libreria św. Marka stała się biblioteką państwową Najjaśniejszej Republiki Weneckiej. Po upadku Wenecji w r. 1797 zbiory zgromadzeń religijnych zniesionych dekretami Napoleona zostały przejęte do zbiorów Biblioteki Marcjańskiej. 
W 1811 r. biblioteka została przeniesiona do sąsiedniego Pałacu Dożów (wł. Palazzo Ducale), po czym dopiero w 1924 r. powróciła do swojej historycznej siedziby. Obecnie poza Palazzo della Libreria zajmuje budynki Fabbrica della Zecca w dawnym kompleksie weneckiej mennicy państwowej, projektantem budynku jest Jacopo Sansovino.

## Bibliotekarze
- Marcantonio Sabellico (1436-1506) ?
- od 1530 r. Pietro Bembo (1470-1547) ?
- przez 40 lat kustoszem biblioteki był Jacopo Morelli pochodzący z Barbengo[1].

## Fasada gmachu
Fasadę zaprojektował Jacopo Sansovino, któremu zlecono zbudowanie gmachu wyraźnie zaznaczającego się w strukturze przestrzennej placu, jednakże nie umniejszając znaczenia i walorów przestrzeni placu; ponadto Sansovino musiał tak skomponować zabudowę, aby nie naruszyć starszych obiektów stojących przy nim. Fasada została skomponowana jako dwupoziomowa, z użyciem porządku spiętrzonego, który w sposób definitywny określił dekorację budowli; w partii parteru zastosowano porządek dorycki z tryglifami i wydatnymi metopami, natomiast w partii piętra Sansovino zastosował porządek joński. Za wielce innowacyjne uchodzi zastosowanie serlian określających wyraz plastyczny górnej partii fasady. 
Dekoracja fasady oparta na ornamentach została wzbogacona i uszlachetniona rzeźbami figuralnymi (nie należy zapominać, że Sansovino był także rzeźbiarzem i wykorzystał swoją wiedzę w tym zakresie); wielki gzyms ze statuami ustawionymi na osiach kolumn są doskonałym przykładem renesansowego zwieńczenia fasady. Po raz pierwszy zastosowano w Palazzo della Libreria opróżnienie pól parapetów w zwieńczeniu, poza tą innowacją całość została skomponowana zgodnie z modelami rzymskimi, i tak na przykład zastosowano festony, stosowane w rzymskiej sztuce sepulkralnej. Palladio określił budynek biblioteki jako najbogatszy i najbardziej ozdobny budynek jaki powstał od czasów antycznych aż dotąd. 

## Libreria
Kardynał Bessarion zastrzegł sobie, że książki z jego donacji mają zostać pomieszczone w godnej swojej wartości siedzibie, zbudowanie godnej siedziby zabrało władzom Republiki Weneckiej kilkadziesiąt lat. Początkowo zbiory biblioteki umieszczono w budynku przy Riva degli Schiavoni, następnie przy Placu św. Marka, wreszcie w pałacu Dożów.
Dopiero w 1537 r. rozpoczęto według projektu Sanosvina budowę gmachu Palazzo della Libreria przy Placu św. Marka; w 1545 r. zawalił się strop nad czytelnią biblioteki, przez co Sansovino trafił do więzienia. Dzięki zabiegom wpływowych przyjaciół został jednakże wypuszczony i dzięki temu mógł wznowić prace budowlane, jednakże z własnych środków musiał pokryć koszty odszkodowania. Biblioteka wprowadziła się do budynku w 1553 r.; budynek nie został jednak w pełni ukończony do tego momentu, ostatnie prace przy nim przeprowadził Vincenzo Scamozzi w 1588 r.; Scamozzi objął kierownictwo budowy po śmierci Sansovina, która nastąpiła w 1570 r.
Przy ozdabianiu gmachu pracowali między innymi tacy artyści jak Tycjan, Paolo Veronese, Alessandro Vittora, Battista Franco, Giuseppe Porta, Bartolomeo Ammannati i Tintoretto.
Jednopiętrowy budynek posiada parter ozdobiony arkadami w porządku doryckim, powyżej którego znajduje się belkowanie doryckie złożone z naprzemiennych tryglifów i metop; ponad nim znajduje się piętro zbudowane w porządku jońskim, ponad którym umieszczono bogaty fryz, na którym przedstawiono putta i festony z kwiatów; połacie ponad obramieniami łuków wewnętrznych serlian wypełniono bogatą dekoracją rzeźbiarską. W zwieńczeniu znajduje się balustrada, na której ustawiono posągi bóstw greckich i rzymskich, dzieła Alessandra Vittorii i innych znanych artystów.

## Zbiory
Biblioteca Nazionale Marciana posiada szczególnie bogate zbiory z zakresu filologii klasycznej i historii Wenecji. Na zbiory biblioteki składają (2006):
- 622 804 tomy książek drukowanych;
- 2887 inkunabułów;
- 13 113 rękopisów;
- 24 069 woluminów druków z XVI w.

Najbardziej wartościowymi egzemplarzami ze zbiorów Biblioteki św. Marka są dwa kodeksy z rękopisami Iliady: Homerus Venetus A oraz Homerus Venetus B.
Godne wspomnienia są także Chronologia magna autorstwa Fra Paolino, manuskrypt z pismami Pliniusza z 1481 r., dawniej własność Giovanniego Pico della Mirandoli, jak również egzemplarz pierwszej książki wydrukowanej w Wenecji - Epistolae ad familiares Cycerona z 1481 r. Biblioteka posiada także 56 tomów dziennika Marina Sanuda Młodszego, stanowiącego jedno z najważniejszych źródeł do historii Wenecji w latach 1496-1533; książnica posiada także kompletny zbiór druków spod prasy Alda Manunzia, tzw. Aldynów. Kolekcja kartograficzna składa się z map i atlasów, zarówno dawnych, jak i współczesnych; do najstarszych zabytków kartografii należy mapa świata Fra Mauro z 1459 r. oraz plan Wenecji Jacopa de’ Barbari z 1500 r.

## Wybrane rękopisy
- Codex Nanianus
- Codex Cumanicus
- Kodeks 0243
- Minuskuł 205
- Minuskuł 206
- Minuskuł 207
- Minuskuł 208
- Minuskuł 209
- Minuskuł 210
- Minuskuł 211
- Minuskuł 212
- Minuskuł 213
- Minuskuł 214
- Minuskuł 215
- Minuskuł 217
- Minuskuł 354
- Minuskuł 355
- Minuskuł 357
- Minuskuł 405
- Minuskuł 406
- Minuskuł 407
- Minuskuł 408
- Minuskuł 409
- Minuskuł 410
- Minuskuł 411
- Minuskuł 412
- Minuskuł 413
- Minuskuł 414
- Minuskuł 415
- Minuskuł 416
- Minuskuł 417
- Minuskuł 418
- Minuskuł 419
- Minuskuł 599
- Minuskuł 891
- Minuskuł 893
- Lekcjonarz 107
- Lekcjonarz 108
- Lekcjonarz 109
- Lekcjonarz 110
- Lekcjonarz 139
- Lekcjonarz 140
- Lekcjonarz 141
- Lekcjonarz 142
- Lekcjonarz 264
- Lekcjonarz 265
- Lekcjonarz 266
- Lekcjonarz 267
- Lekcjonarz 268
- Lekcjonarz 269
- Codex Marcianus CCXXVIII

## Linii zewnętrzne
- Oficjalna strona internetowa Biblioteca Nazionale Marciana (wł.)